# Galvanomagnetische Effekte
Galvanomagnetische Effekte werden in der Festkörperphysik thermische und elektrische Effekte genannt, die bei einem stromführenden Leiter in einem Magnetfeld auftreten.
Das Magnetfeld wirkt über die Lorentzkraft auf die Ladungsträger, die senkrecht zur Bewegungsrichtung der Elektronen gerichtet ist. Dies hat unter anderem Auswirkungen auf den elektrischen Widerstand durch verlängerte Strompfade und auf den mit einem elektrischen Strom verbundenen Wärmetransport. Einige der Effekte dienen als Grundlage für Messgeräte (zum Beispiel Hall-Sensor, Feldplatte).

## Formen
Die Grundformen des galvanomagnetischen Effekts sind:
- transversaler galvanomagnetischer Effekt (Magnetfeld senkrecht zur Stromrichtung):[1] Durch die Lorentzkraft entsteht senkrecht (transversal) zur Stromrichtung eine elektrische Spannung (Hall-Effekt). Außerdem tritt eine transversale Temperaturdifferenz auf (Ettingshausen-Effekt).[2] Beide Effekte sind linear in der Magnetfeldstärke. Angewandt wird der Effekt zum Beispiel im Hall-Sensor.
- longitudinaler galvanomagnetischer Effekt (Magnetfeld parallel zur Stromrichtung):[1] Aufgrund der Ablenkung der Strombahnen nimmt der Widerstand in longitudinaler Richtung zu, manchmal auch Thomson-Effekt genannt[3] oder galvanomagnetischer Thomson-Effekt[4] – nicht zu verwechseln mit dem thermoelektrischen Thomson-Effekt. Dies ist ein magnetoresistiver Effekt. Der galvanomagnetische Thomson-Effekt ist besonders groß bei Bismut. Es tritt auch eine longitudinale Temperaturdifferenz auf (Nernst-Effekt – der Begriff ist mehrdeutig, da es auch einen thermomagnetischen Nernst-Effekt gibt).[5] Die longitudinalen Effekte sind aus Symmetriegründen nicht von der Richtung des Magnetfelds abhängig und damit quadratisch in der Magnetfeldstärke.
- Wiegand-Effekt: Unter dem Einfluss eines sich ändernden äußeren Magnetfelds erfolgt die Ummagnetisierung von Ferromagneten nicht kontinuierlich, sondern in Sprüngen.[1]

## Anwendungen
- Hallsensoren werden zur kontaktlosen Messung von Drehzahlen verwendet.[6]
- Feldplatten werden zur unterbrechungsfreien Messung von Strömen verwendet.[7]
- Sensoren nach dem Wiegand-Effekt werden zur Geschwindigkeitsmessung verwendet.[1]

## Verwandte Effekte
Galvanomagnetische Effekte sind eng mit thermomagnetischen Effekten verwandt. Während bei galvanomagnetischen Effekten ein elektrischer Strom und ein Magnetfeld eine Potential- oder Temperaturdifferenz erzeugen, erzeugen bei thermomagnetischen Effekten ein Wärmestrom und ein Magnetfeld Potential- und Temperaturdifferenzen. Die Erzeugung der Potentialdifferenz heißt hier Ettingshausen-Nernst-Effekt (in transversaler Richtung auch Nernst-Effekt genannt), und die der Temperaturdifferenz Righi-Leduc-Effekt (transversal) bzw. Maggi-Righi-Leduc-Effekt (longitudinal).
Bei der Thermoelektrizität (ohne Magnetfeld) erzeugt ein Wärmestrom eine Potentialdifferenz und umgekehrt eine Potentialdifferenz einen Wärmestrom.